# ジャン＝ルー・クレティエン
ジャン＝ルー・クレティエン（Jean-Loup Jacques Marie Chrétien, ジャン＝ルー・ジャック・マリー・クレティアン、1938年8月20日 - ）は、フランス空軍の准将で、フランス国立宇宙研究センターの宇宙飛行士である。フランスとソビエトの共同ミッション、またNASAのスペースシャトルミッションで2度宇宙に行った。フランス人として、また西ヨーロッパ人として初めて宇宙を訪れた。

## 個人
1938年8月20日にフランスのラ・ロシェルの町で生まれた。コネチカット州ニューカナーン出身のAmy Kristine Jensenと結婚したが、後に離婚している。子供が5人おり、1人娘はAmyによってLaurenと名付けられた。Laurenと母は現在ヒューストンに在住している。趣味は、冬はスキー、夏はセーリングである。ゴルフ、ウィンドサーフィン、カーラリー、木工細工も行う。さらに、協会のオルガンの演奏も行う。父のJacquesは海軍の船乗りで、母のMarie-Blanche Coudurierは主婦であった。クレティエンはフランス語、英語、ロシア語を流暢に話す。

## 教育
クレティエンは、プルジャンのL'Ecole communale、サン＝ブリユーのCollege Saint-Charles、モルレーのLyceeで教育を受けた。その後1959年にフランス空軍アカデミーに入学し、1961年に航空工学の修士号を得て卒業した。

## キャリア
クレティエンは、ミステールIVの1年間の飛行訓練を受けた後の1962年に飛行徽章を受けた。彼は中尉に昇進し、フランス南西部のオランジュで第5飛行団に配属され、7年間、ミステールB2やミラージュIII等の戦闘機のパイロットを務めた。1970年にはフランステストパイロット学校に通い、その後7年間イストル空軍基地でテストパイロットとして務めた。この間、彼はミラージュF-1の飛行試験計画の監督を行った。1977年から1978年まで、彼はエクス＝アン＝プロヴァンスのSouth Air Defence Divisionの副長官に指名され、1980年6月に宇宙飛行士に選ばれるまでこの地位に就いていた。彼はフランス空軍に在籍し続けたが、スペースシャトル、ミール、スペースラブの将来のミッションへの適性を確認するために、フランス国立宇宙研究センターに派遣された。彼は、ロシアのTu-154、MiG-25、Su-26、Su-27等の様々な航空機に8000時間以上搭乗した。クレティエンは10人目のインターコスモスの宇宙飛行士となって3度の宇宙飛行に参加し、5時間57分間の船外活動を含む43日と11時間18分42秒の間、宇宙に滞在した。
1979年4月、ソビエト連邦はフランスに共同宇宙飛行の提案を行った。この提案は受け入れられ、フランスは1979年9月から宇宙飛行士の選抜を始めた。1980年6月12日、クレティエンは2人の最終候補のうちの1人に選ばれた。彼は1980年9月からガガーリン宇宙飛行士訓練センターで訓練を開始し、翌年、ソユーズT-6の宇宙飛行士に選ばれた。
ソユーズT-6は1982年6月24日に打ち上げられ、クレティエンはウラジーミル・ジャニベコフ、アレクサンドル・イワンチェンコフとともに、アナトリー・ベレゾボイとワレンチン・レベデフの待つサリュート7号を訪れた。彼らはそこで7日間近くを過ごし、ソビエト連邦とフランスの共同実験を行った。この飛行により、彼はアメリカ人以外の西側の初めての、また西ヨーロッパ人として初めての宇宙飛行者となった。
クレティエンはSTS-51-Gのバックアップとなり、1984年から1985年にはジョンソン宇宙センターでの訓練に参加した。
クレティエンは、1988年11月26日に打ち上げられたソユーズTM-7で2度目の宇宙飛行を経験した。アレクサンドル・ヴォルコフ、セルゲイ・クリカレフとともに、ウラジーミル・チトフ、ムサ・マナロフとワレリー・ポリャコフの待つミールを訪れた。彼らはそこで22日間を過ごし、ソビエト連邦とフランスの共同実験を行った。またヴォルコフとともに5時間57分の船外活動を行って、フランスのERA実験の展開構造と材料サンプルのパネルを取り付けた。この船外活動によって、彼はアメリカ人とソビエト人以外で初めて船外活動を行った人物となった。さらに、彼はソビエト人以外で初めて、ソビエトの宇宙船で2度の宇宙飛行を行った人物となった。このミッションは、24日と18時間続いた。
1990年から1993年、クレティエンはMoscow Joukovski Instituteでブランの操縦手としての訓練を受けた。また、Shuttle Training Aircraft (STA)と同等の飛行シミュレータとして、Tu-154とMiG-25を操縦した。
1994年、彼はNASA Astronaut Group 15に選ばれ、正式にNASAの国際ミッションスペシャリストとなった。
1995年、クレティエンはジョンソン宇宙センターでのASCANトレーニングに参加した。彼は当初、宇宙飛行士室のオペレーション計画部門の技術担当に配属された。彼は、1997年9月25日に打ち上げられ、ミールとの7回目のドッキングとなった。STS-86のミッションに参加した。このミッションでは、ミールの高度制御コンピュータが運ばれ、STS-76のミッションで展開された4つの実験装置が回収された。ミールには10,400ポンドの貨物が移され、実験の結果が地球に持ち帰られた。ミッションの期間は、10日間と19時間21分であった。
2000年9月、テキサス州ウェブスターのザ・ホーム・デポを訪れていた際、3m以上上の屋根から落ちてきた重さ31kgのボール盤が彼を直撃した。首、頭、肩の怪我は重傷で、NASAは、彼にこれ以上の宇宙飛行は無理だと判断した。そのため、2001年に彼は宇宙プログラムからの引退を余儀なくされた。事故の数ヶ月後、彼はザ・ホーム・デポに対し、1500万ドルの損害賠償請求訴訟を起こした。2002年に和解に達したが、和解の内容は秘密保持契約によって守られている。クレティエンは、現在はテキサス州ヒューストンのTietronix Softwareで副社長として働いている。